# Notepad
Notepad (kendt som Notesblok på dansk) er en lille, simpel teksteditor, der har fulgt med i Microsofts Windows som standard siden Windows 1.0 i 1985.
Programmet behandler kun uformateret ren tekst. Det er velegnet til redigering af konfigurationsfiler (f.eks. ini-filer) eller kildekode (programmering) og kan bruges til websideeredigering. Notepad er god til hurtige notater, da det ikke er ret "tungt" (det bruger meget lidt RAM), og det kan derfor startes hurtigt, f.eks. ved "windowstast"+R og derefter "notepad" og enter.
| Software | Spire Denne artikel om software og programmering er en spire som bør udbygges. Du er velkommen til at hjælpe Wikipedia ved at udvide den. |